# Australiens herrlandslag i basket
Australiens herrlandslag i basket (engelska: Australia men's national basketball team) representerar Australien i basket på herrsidan. Lag har blivit oceaniska mästare ett flertal gånger.

### Fotnoter
1. ↑  Todor Krastev. ”Men Basketball Oceania Championships” (på engelska). Sport Statistics. Arkiverad från originalet den 20 september 2015. https://web.archive.org/web/20150920012726/http://todor66.com/basketball/World/Men_Oceania.html. Läst 24 juni 2015.